# 朱尼烏斯街車站
朱尼烏斯街車站（英語：Junius Street station）是紐約地鐵IRT新地段線的一個地鐵站，位於布魯克林布朗斯維爾朱尼烏斯街及利沃尼亞大道交界，設有2號線（僅繁忙時段停站）、3號線（任何時候停站（深夜除外））、4號線（僅深夜停站）與5號線（僅繁忙時段停站）列車服務。

## 車站結構
| 月台層 | 側式月台 | 側式月台 |
| 月台層 | 北行     | ← 往哈萊姆-148街 (洛克威大道) ← 深夜時往伍德羅恩 (洛克威大道) ← 往威克菲爾德-241街 (只限繁忙時段) (洛克威大道) ← 往伊斯徹斯特-代里大道 (只限繁忙時段) (洛克威大道) |
| 月台層 | 中央道床 | → No passenger service |
| 月台層 | 南行     | → ( 深夜時) 往新地段大道 (賓夕法尼亞大道) → → 往新地段大道 (只限繁忙時段) (賓夕法尼亞大道) →                                                                       |
| 月台層 | 側式月台 | |
| 夾層   | 夾層     | 閘機、車站詢問處、Metrocard自動售票機 |
| Ground | 街道層   | 出入口 |

此站於1920年11月22日作為IRT東公園道線由猶提卡大道車站到此站的延長線啟用。
設站設有兩個側式月台和三條軌道；此站亦是唯一一個設有中央軌道卻沒有第三軌供電予軌道的車站，因此中央軌道只能由柴油列車或非電力設備使用。車站以西，一條軌道分別由南北行軌道分岔並匯合成為中央軌道；此軌道通過車站並轉向南，平行越過南行軌道。此軌道與一條由BMT卡納西線出發的軌道匯合並前往林登車間。
此站是新地段線最高點，因為需要跨過BMT卡納西線。在距離車站入口一個街區的朱尼烏斯街設有一條與新地段線平行的行人天橋，容許利沃尼亞大道的行人跨過長島鐵路的灣脊區支線。這條行人天橋前往BMT卡納西線利沃尼亞大道車站的主入口。由於乘客量增加和計劃在該區興建額外的房屋，有計劃將這條行人天橋改為兩站之間的免費轉乘通道。2015－2019年資本計劃分配資金以興建此轉乘通道。同時兩站亦會升級以符合美國殘疾人法案的無障礙通行。受14街隧道復原計劃影響，由2019年1月起到最快2020年7月只能提供免費MetroCard轉乘 。
2016年10月5日起至2017年春天，朱尼烏斯街車站與蘇特大道-魯特蘭路車站會關閉以作翻新之用。預計朱尼烏斯街車站直至與利沃尼亞大道車站形成免費轉乘前不會設有升降機。
雖然車站以朱尼烏斯街命名，但此站在朱尼烏斯街並沒有入口。兩條連往車站唯一的夾層的樓梯位於利沃尼亞大道南側一個街區以外的波維爾街及薩克曼街。

## 外部連結
- nycsubway.org—Brooklyn IRT: Junius Street
- Station Reporter — 3 Train
- The Subway Nut — Junius Street Pictures （页面存档备份，存于）
- Sackman Street entrance from Google Maps Street View
- Platforms from Google Maps Street View